# Eisenbahnunfall von Amritsar
Bei dem Eisenbahnunfall von Amritsar fuhr am 19. Oktober 2018 gegen 18:45 Uhr in Amritsar, Punjab, Indien, ein Nahverkehrszug in Zuschauer einer religiösen Zeremonie, die dazu auch in großer Zahl im Gleisbereich standen und saßen. Mindestens 61 Menschen kamen ums Leben.

## Ausgangslage
Das Fest Dashahara zählt zu den höchsten religiösen Feiertagen des Hinduismus. Zum Höhepunkt des Festes wird eine Statue des Dämons Ravana verbrannt. Anschließend wurde ein Feuerwerk abgebrannt. Aus Sicherheitsgründen wurden die 300 bis 700 Zuschauer gebeten, zurückzutreten und wichen so auch in den Gleisbereich der benachbarten Betriebsstelle Joda Phatak der Indischen Eisenbahn aus.
Der Schnellzug Amritsar–Haora passierte das Geschehen, ohne dass es zu einem Unfall kam. Kurz darauf fuhr ein Dieseltriebwagen, der von Jalandhar nach Amritsar in der Gegenrichtung unterwegs war, auf die Betriebsstelle Joda Phatak zu. Nach den Angaben des Triebfahrzeugführers zeigte das Einfahrtssignal „Fahrt frei“ und niemand hatte ihn über die Menschenmenge im Gleis informiert.

## Unfallhergang
Als der Dieseltriebwagen sich der Betriebsstelle näherte, wurde das Feuerwerk abgebrannt. Dessen Geräuschpegel übertönte das Fahrgeräusch des herannahenden Zuges, der so von den Zuschauern nicht wahrgenommen wurde. Der Triebfahrzeugführer gab noch ein Warnsignal, das offenbar ebenfalls von dem Feuerwerk übertönt wurde, und löste eine Notbremsung aus. Der Zug kam vor der im Gleisbereich versammelten Menge nicht mehr zum Halten und überfuhr zahlreiche Menschen. Die Menge begann daraufhin den Zug mit Steinen zu bewerfen, so dass der Triebfahrzeugführer, um die Fahrgäste zu schützen, bis zum nächsten Bahnhof weiter fuhr.

## Folgen
Mindestens 61 Menschen starben, 72 wurden darüber hinaus verletzt. Der Verkehr auf der Strecke war für 40 Stunden unterbrochen. Die Eisenbahn lehnte jede Verantwortung für den Unfall ab, der ausschließlich darauf zurückzuführen sei, dass die Menschen die Gleisanlagen unerlaubt betreten hatten.